# (1852) Carpenter
(1852) Carpenter est un astéroïde de la ceinture principale, découvert à l'observatoire Goethe Link près de Brooklyn, dans l'Indiana.

## Nom
L'astéroïde a été nommé en mémoire de Edwin Francis Carpenter (en), (1898-1963), deuxième directeur de l'Observatoire Steward et directeur général au conseil d'administration de l'AURA. Ses principales recherches portaient sur les systèmes binaires spectroscopiques, la photométrie et les galaxies en interaction. Malgré des ressources financières extrêmement limitées, il a réussi à garder l'Observatoire Steward comme centre de recherche actif pendant près de trois décennies et il a joué un rôle majeur en persuadant le conseil tribal Papago de la construction de l'observatoire national de Kitt Peak. Nom proposé par Frank K. Edmondson (en) et Elizabeth Roemer. Citation écrite par W. S. Fitch.